# Кризис престолонаследия в Англии (1553)
Кризис престолонаследия 1553 года в Англии возник из-за неразрешимого личного и религиозного конфликта между королём-протестантом Эдуардом VI и его старшей сестрой и наследницей, католичкой Марией.
Замысел отстранить Марию от престолонаследия, заменив её на наследника-протестанта из младшей ветви Тюдоров, возник у Эдуарда ещё в декабре 1552 года. В июне 1553 года смертельно больной Эдуард, находившийся под влиянием регента Джона Дадли, назначил своей преемницей шестнадцатилетнюю Джейн Грей — правнучку Генриха VII и невестку Джона Дадли. 6 июля 1553 года Эдуард скончался, а три дня спустя Тайный совет объявил Джейн Грей королевой Англии. Мария, опережая действия лондонских властей, бежала в Восточную Англию, провозгласила себя королевой и возглавила вооружённый мятеж. К 13 июля, когда Джон Дадли лично возглавил военную операцию против Марии, она успела мобилизовать до шести тысяч вооружённых сторонников. Дадли не решился атаковать сосредоточенные в замке Фрамлингем превосходящие силы мятежников, отошёл к Кембриджу и прекратил сопротивление. Действия второстепенных сил сторонников Джейн Грей на суше и на море и действия отряда принцессы Елизаветы на исход конфликта не повлияли. 19 июля Тайный совет низложил Джейн Грей и провозгласил королевой Марию. Джон Дадли сдался без боя, его союзники перешли на сторону победителей. 3 августа Мария триумфально въехала в Лондон и приняла управление страной. В Англии начался пятилетний период католической контрреформации.
Непосредственными жертвами июльского кризиса стали казнённые за измену Джон Дадли, Томас Палмер и Джон Гейтс. Джейн Грей, её муж и её отец были казнены полгода спустя, после поражения восстания Уайетта.

## Предпосылки
|  |  |                        |                        |                        |                        |                          |                          |                          |                          |                          |                          |                         |                         |                           |                           |                           |                           |                            |                            |                            |                            |                                      |                                      |                                      |                                      |                                      |                                      |                        |                        |                        |                        |                       |                       |                       |                       |  |  |                                |                                |                                |                                | Генрих VII 1457—1509           | Генрих VII 1457—1509           | Генрих VII 1457—1509 | Генрих VII 1457—1509 | Генрих VII 1457—1509  | Генрих VII 1457—1509  |                       |                       | Елизавета Йоркская 1466—1503 | Елизавета Йоркская 1466—1503 | Елизавета Йоркская 1466—1503 | Елизавета Йоркская 1466—1503 | Елизавета Йоркская 1466—1503 | Елизавета Йоркская 1466—1503 |                          |                          |                          |                          |                     |                     |                           |                           |                           |                           |                           |                           |                           |                           |                           |                           |                         |                         |                         |                         |                       |                       |                         |                         |                         |                         |                             |                             |                             |                             |                              |                              |                              |                              |                              |                              |                          |                          |                          |                          |  |  |
|  |  |                        |                        |                        |                        |                          |                          |                          |                          |                          |                          |                         |                         |                           |                           |                           |                           |                            |                            |                            |                            |                                      |                                      |                                      |                                      |                                      |                                      |                        |                        |                        |                        |                       |                       |                       |                       |  |  |                                |                                |                                |                                | Генрих VII 1457—1509           | Генрих VII 1457—1509           | Генрих VII 1457—1509 | Генрих VII 1457—1509 | Генрих VII 1457—1509  | Генрих VII 1457—1509  |                       |                       | Елизавета Йоркская 1466—1503 | Елизавета Йоркская 1466—1503 | Елизавета Йоркская 1466—1503 | Елизавета Йоркская 1466—1503 | Елизавета Йоркская 1466—1503 | Елизавета Йоркская 1466—1503 |                          |                          |                          |                          |                     |                     |                           |                           |                           |                           |                           |                           |                           |                           |                           |                           |                         |                         |                         |                         |                       |                       |                         |                         |                         |                         |                             |                             |                             |                             |                              |                              |                              |                              |                              |                              |                          |                          |                          |                          |  |  |
|  |  |                        |                        |                        |                        |                          |                          |                          |                          |                          |                          |                         |                         |                           |                           |                           |                           |                            |                            |                            |                            |                                      |                                      |                                      |                                      |                                      |                                      |                        |                        |                        |                        |                       |                       |                       |                       |  |  |                                |                                |                                |                                |                                |                                |                      |                      |                       |                       |                       |                       |                              |                              |                              |                              |                              |                              |                          |                          |                          |                          |                     |                     |                           |                           |                           |                           |                           |                           |                           |                           |                           |                           |                         |                         |                         |                         |                       |                       |                         |                         |                         |                         |                             |                             |                             |                             |                              |                              |                              |                              |                              |                              |                          |                          |                          |                          |  |  |
|  |  |                        |                        |                        |                        |                          |                          |                          |                          |                          |                          |                         |                         |                           |                           |                           |                           |                            |                            |                            |                            |                                      |                                      |                                      |                                      |                                      |                                      |                        |                        |                        |                        |                       |                       |                       |                       |  |  |                                |                                |                                |                                |                                |                                |                      |                      |                       |                       |                       |                       |                              |                              |                              |                              |                              |                              |                          |                          |                          |                          |                     |                     |                           |                           |                           |                           |                           |                           |                           |                           |                           |                           |                         |                         |                         |                         |                       |                       |                         |                         |                         |                         |                             |                             |                             |                             |                              |                              |                              |                              |                              |                              |                          |                          |                          |                          |  |  |
|  |  |                        |                        |                        |                        | Яков IV Стюарт 1473—1513 | Яков IV Стюарт 1473—1513 | Яков IV Стюарт 1473—1513 | Яков IV Стюарт 1473—1513 | Яков IV Стюарт 1473—1513 | Яков IV Стюарт 1473—1513 |                         |                         | Маргарита Тюдор 1489—1541 | Маргарита Тюдор 1489—1541 | Маргарита Тюдор 1489—1541 | Маргарита Тюдор 1489—1541 | Маргарита Тюдор 1489—1541  | Маргарита Тюдор 1489—1541  |                            |                            | Арчибальд Дуглас 1489—1557           | Арчибальд Дуглас 1489—1557           | Арчибальд Дуглас 1489—1557           | Арчибальд Дуглас 1489—1557           | Арчибальд Дуглас 1489—1557           | Арчибальд Дуглас 1489—1557           |                        |                        | Артур Тюдор 1486—1502  | Артур Тюдор 1486—1502  | Артур Тюдор 1486—1502 | Артур Тюдор 1486—1502 | Артур Тюдор 1486—1502 | Артур Тюдор 1486—1502 |  |  | Екатерина Арагонская 1485—1536 | Екатерина Арагонская 1485—1536 | Екатерина Арагонская 1485—1536 | Екатерина Арагонская 1485—1536 | Екатерина Арагонская 1485—1536 | Екатерина Арагонская 1485—1536 |                      |                      | Генрих VIII 1491—1547 | Генрих VIII 1491—1547 | Генрих VIII 1491—1547 | Генрих VIII 1491—1547 | Генрих VIII 1491—1547        | Генрих VIII 1491—1547        |                              |                              | Анна Болейн ок.1507—1536     | Анна Болейн ок.1507—1536     | Анна Болейн ок.1507—1536 | Анна Болейн ок.1507—1536 | Анна Болейн ок.1507—1536 | Анна Болейн ок.1507—1536 |                     |                     | Джейн Сеймур ок.1508—1537 | Джейн Сеймур ок.1508—1537 | Джейн Сеймур ок.1508—1537 | Джейн Сеймур ок.1508—1537 | Джейн Сеймур ок.1508—1537 | Джейн Сеймур ок.1508—1537 |                           |                           |                           |                           |                         |                         | Мария Тюдор 1496—1533   | Мария Тюдор 1496—1533   | Мария Тюдор 1496—1533 | Мария Тюдор 1496—1533 | Мария Тюдор 1496—1533   | Мария Тюдор 1496—1533   |                         |                         | Чарльз Брэндон ок.1484—1545 | Чарльз Брэндон ок.1484—1545 | Чарльз Брэндон ок.1484—1545 | Чарльз Брэндон ок.1484—1545 | Чарльз Брэндон ок.1484—1545  | Чарльз Брэндон ок.1484—1545  |                              |                              |                              |                              |                          |                          |                          |                          |  |  |
|  |  |                        |                        |                        |                        | Яков IV Стюарт 1473—1513 | Яков IV Стюарт 1473—1513 | Яков IV Стюарт 1473—1513 | Яков IV Стюарт 1473—1513 | Яков IV Стюарт 1473—1513 | Яков IV Стюарт 1473—1513 |                         |                         | Маргарита Тюдор 1489—1541 | Маргарита Тюдор 1489—1541 | Маргарита Тюдор 1489—1541 | Маргарита Тюдор 1489—1541 | Маргарита Тюдор 1489—1541  | Маргарита Тюдор 1489—1541  |                            |                            | Арчибальд Дуглас 1489—1557           | Арчибальд Дуглас 1489—1557           | Арчибальд Дуглас 1489—1557           | Арчибальд Дуглас 1489—1557           | Арчибальд Дуглас 1489—1557           | Арчибальд Дуглас 1489—1557           |                        |                        | Артур Тюдор 1486—1502  | Артур Тюдор 1486—1502  | Артур Тюдор 1486—1502 | Артур Тюдор 1486—1502 | Артур Тюдор 1486—1502 | Артур Тюдор 1486—1502 |  |  | Екатерина Арагонская 1485—1536 | Екатерина Арагонская 1485—1536 | Екатерина Арагонская 1485—1536 | Екатерина Арагонская 1485—1536 | Екатерина Арагонская 1485—1536 | Екатерина Арагонская 1485—1536 |                      |                      | Генрих VIII 1491—1547 | Генрих VIII 1491—1547 | Генрих VIII 1491—1547 | Генрих VIII 1491—1547 | Генрих VIII 1491—1547        | Генрих VIII 1491—1547        |                              |                              | Анна Болейн ок.1507—1536     | Анна Болейн ок.1507—1536     | Анна Болейн ок.1507—1536 | Анна Болейн ок.1507—1536 | Анна Болейн ок.1507—1536 | Анна Болейн ок.1507—1536 |                     |                     | Джейн Сеймур ок.1508—1537 | Джейн Сеймур ок.1508—1537 | Джейн Сеймур ок.1508—1537 | Джейн Сеймур ок.1508—1537 | Джейн Сеймур ок.1508—1537 | Джейн Сеймур ок.1508—1537 |                           |                           |                           |                           |                         |                         | Мария Тюдор 1496—1533   | Мария Тюдор 1496—1533   | Мария Тюдор 1496—1533 | Мария Тюдор 1496—1533 | Мария Тюдор 1496—1533   | Мария Тюдор 1496—1533   |                         |                         | Чарльз Брэндон ок.1484—1545 | Чарльз Брэндон ок.1484—1545 | Чарльз Брэндон ок.1484—1545 | Чарльз Брэндон ок.1484—1545 | Чарльз Брэндон ок.1484—1545  | Чарльз Брэндон ок.1484—1545  |                              |                              |                              |                              |                          |                          |                          |                          |  |  |
|  |  |                        |                        |                        |                        |                          |                          |                          |                          |                          |                          |                         |                         |                           |                           |                           |                           |                            |                            |                            |                            |                                      |                                      |                                      |                                      |                                      |                                      |                        |                        |                        |                        |                       |                       |                       |                       |  |  |                                |                                |                                |                                |                                |                                |                      |                      |                       |                       |                       |                       |                              |                              |                              |                              |                              |                              |                          |                          |                          |                          |                     |                     |                           |                           |                           |                           |                           |                           |                           |                           |                           |                           |                         |                         |                         |                         |                       |                       |                         |                         |                         |                         |                             |                             |                             |                             |                              |                              |                              |                              |                              |                              |                          |                          |                          |                          |  |  |
|  |  |                        |                        |                        |                        |                          |                          |                          |                          |                          |                          |                         |                         |                           |                           |                           |                           |                            |                            |                            |                            |                                      |                                      |                                      |                                      |                                      |                                      |                        |                        |                        |                        |                       |                       |                       |                       |  |  |                                |                                |                                |                                |                                |                                |                      |                      |                       |                       |                       |                       |                              |                              |                              |                              |                              |                              |                          |                          |                          |                          |                     |                     |                           |                           |                           |                           |                           |                           |                           |                           |                           |                           |                         |                         |                         |                         |                       |                       |                         |                         |                         |                         |                             |                             |                             |                             |                              |                              |                              |                              |                              |                              |                          |                          |                          |                          |  |  |
|  |  | Мария де Гиз 1515—1560 | Мария де Гиз 1515—1560 | Мария де Гиз 1515—1560 | Мария де Гиз 1515—1560 | Мария де Гиз 1515—1560   | Мария де Гиз 1515—1560   |                          |                          | Яков V Стюарт 1512—1542  | Яков V Стюарт 1512—1542  | Яков V Стюарт 1512—1542 | Яков V Стюарт 1512—1542 | Яков V Стюарт 1512—1542   | Яков V Стюарт 1512—1542   |                           |                           | Маргарита Дуглас 1515—1578 | Маргарита Дуглас 1515—1578 | Маргарита Дуглас 1515—1578 | Маргарита Дуглас 1515—1578 | Маргарита Дуглас 1515—1578           | Маргарита Дуглас 1515—1578           |                                      |                                      | Мэтью Стюарт 1516—1571               | Мэтью Стюарт 1516—1571               | Мэтью Стюарт 1516—1571 | Мэтью Стюарт 1516—1571 | Мэтью Стюарт 1516—1571 | Мэтью Стюарт 1516—1571 |                       |                       |                       |                       |  |  |                                |                                |                                |                                | Мария I 1516—1558              | Мария I 1516—1558              | Мария I 1516—1558    | Мария I 1516—1558    | Мария I 1516—1558     | Мария I 1516—1558     |                       |                       | Елизавета I 1533—1603        | Елизавета I 1533—1603        | Елизавета I 1533—1603        | Елизавета I 1533—1603        | Елизавета I 1533—1603        | Елизавета I 1533—1603        |                          |                          | Эдуард VI 1537—1553      | Эдуард VI 1537—1553      | Эдуард VI 1537—1553 | Эдуард VI 1537—1553 | Эдуард VI 1537—1553       | Эдуард VI 1537—1553       |                           |                           | Фрэнсис Брэндон 1517—1559 | Фрэнсис Брэндон 1517—1559 | Фрэнсис Брэндон 1517—1559 | Фрэнсис Брэндон 1517—1559 | Фрэнсис Брэндон 1517—1559 | Фрэнсис Брэндон 1517—1559 |                         |                         | Генри Грей 1517—1554    | Генри Грей 1517—1554    | Генри Грей 1517—1554  | Генри Грей 1517—1554  | Генри Грей 1517—1554    | Генри Грей 1517—1554    |                         |                         | Элеонора Брэндон 1519—1547  | Элеонора Брэндон 1519—1547  | Элеонора Брэндон 1519—1547  | Элеонора Брэндон 1519—1547  | Элеонора Брэндон 1519—1547   | Элеонора Брэндон 1519—1547   |                              |                              | Генри Клиффорд 1517—1570     | Генри Клиффорд 1517—1570     | Генри Клиффорд 1517—1570 | Генри Клиффорд 1517—1570 | Генри Клиффорд 1517—1570 | Генри Клиффорд 1517—1570 |  |  |
|  |  | Мария де Гиз 1515—1560 | Мария де Гиз 1515—1560 | Мария де Гиз 1515—1560 | Мария де Гиз 1515—1560 | Мария де Гиз 1515—1560   | Мария де Гиз 1515—1560   |                          |                          | Яков V Стюарт 1512—1542  | Яков V Стюарт 1512—1542  | Яков V Стюарт 1512—1542 | Яков V Стюарт 1512—1542 | Яков V Стюарт 1512—1542   | Яков V Стюарт 1512—1542   |                           |                           | Маргарита Дуглас 1515—1578 | Маргарита Дуглас 1515—1578 | Маргарита Дуглас 1515—1578 | Маргарита Дуглас 1515—1578 | Маргарита Дуглас 1515—1578           | Маргарита Дуглас 1515—1578           |                                      |                                      | Мэтью Стюарт 1516—1571               | Мэтью Стюарт 1516—1571               | Мэтью Стюарт 1516—1571 | Мэтью Стюарт 1516—1571 | Мэтью Стюарт 1516—1571 | Мэтью Стюарт 1516—1571 |                       |                       |                       |                       |  |  |                                |                                |                                |                                | Мария I 1516—1558              | Мария I 1516—1558              | Мария I 1516—1558    | Мария I 1516—1558    | Мария I 1516—1558     | Мария I 1516—1558     |                       |                       | Елизавета I 1533—1603        | Елизавета I 1533—1603        | Елизавета I 1533—1603        | Елизавета I 1533—1603        | Елизавета I 1533—1603        | Елизавета I 1533—1603        |                          |                          | Эдуард VI 1537—1553      | Эдуард VI 1537—1553      | Эдуард VI 1537—1553 | Эдуард VI 1537—1553 | Эдуард VI 1537—1553       | Эдуард VI 1537—1553       |                           |                           | Фрэнсис Брэндон 1517—1559 | Фрэнсис Брэндон 1517—1559 | Фрэнсис Брэндон 1517—1559 | Фрэнсис Брэндон 1517—1559 | Фрэнсис Брэндон 1517—1559 | Фрэнсис Брэндон 1517—1559 |                         |                         | Генри Грей 1517—1554    | Генри Грей 1517—1554    | Генри Грей 1517—1554  | Генри Грей 1517—1554  | Генри Грей 1517—1554    | Генри Грей 1517—1554    |                         |                         | Элеонора Брэндон 1519—1547  | Элеонора Брэндон 1519—1547  | Элеонора Брэндон 1519—1547  | Элеонора Брэндон 1519—1547  | Элеонора Брэндон 1519—1547   | Элеонора Брэндон 1519—1547   |                              |                              | Генри Клиффорд 1517—1570     | Генри Клиффорд 1517—1570     | Генри Клиффорд 1517—1570 | Генри Клиффорд 1517—1570 | Генри Клиффорд 1517—1570 | Генри Клиффорд 1517—1570 |  |  |
|  |  |                        |                        |                        |                        |                          |                          |                          |                          |                          |                          |                         |                         |                           |                           |                           |                           |                            |                            |                            |                            |                                      |                                      |                                      |                                      |                                      |                                      |                        |                        |                        |                        |                       |                       |                       |                       |  |  |                                |                                |                                |                                |                                |                                |                      |                      |                       |                       |                       |                       |                              |                              |                              |                              |                              |                              |                          |                          |                          |                          |                     |                     |                           |                           |                           |                           |                           |                           |                           |                           |                           |                           |                         |                         |                         |                         |                       |                       |                         |                         |                         |                         |                             |                             |                             |                             |                              |                              |                              |                              |                              |                              |                          |                          |                          |                          |  |  |
|  |  |                        |                        |                        |                        |                          |                          |                          |                          |                          |                          |                         |                         |                           |                           |                           |                           |                            |                            |                            |                            |                                      |                                      |                                      |                                      |                                      |                                      |                        |                        |                        |                        |                       |                       |                       |                       |  |  |                                |                                |                                |                                |                                |                                |                      |                      |                       |                       |                       |                       |                              |                              |                              |                              |                              |                              |                          |                          |                          |                          |                     |                     |                           |                           |                           |                           |                           |                           |                           |                           |                           |                           |                         |                         |                         |                         |                       |                       |                         |                         |                         |                         |                             |                             |                             |                             |                              |                              |                              |                              |                              |                              |                          |                          |                          |                          |  |  |
|  |  |                        |                        |                        |                        | Мария Стюарт 1542—1587   | Мария Стюарт 1542—1587   | Мария Стюарт 1542—1587   | Мария Стюарт 1542—1587   | Мария Стюарт 1542—1587   | Мария Стюарт 1542—1587   |                         |                         |                           |                           |                           |                           |                            |                            |                            |                            | Генри Стюарт (лорд Дарнли) 1545—1567 | Генри Стюарт (лорд Дарнли) 1545—1567 | Генри Стюарт (лорд Дарнли) 1545—1567 | Генри Стюарт (лорд Дарнли) 1545—1567 | Генри Стюарт (лорд Дарнли) 1545—1567 | Генри Стюарт (лорд Дарнли) 1545—1567 |                        |                        |                        |                        |                       |                       |                       |                       |  |  |                                |                                |                                |                                |                                |                                |                      |                      |                       |                       |                       |                       |                              |                              |                              |                              |                              |                              |                          |                          |                          |                          |                     |                     | Джейн Грей ок.1537—1554   | Джейн Грей ок.1537—1554   | Джейн Грей ок.1537—1554   | Джейн Грей ок.1537—1554   | Джейн Грей ок.1537—1554   | Джейн Грей ок.1537—1554   |                           |                           | Катерина Грей 1540—1568   | Катерина Грей 1540—1568   | Катерина Грей 1540—1568 | Катерина Грей 1540—1568 | Катерина Грей 1540—1568 | Катерина Грей 1540—1568 |                       |                       | Мария Грей ок.1545—1578 | Мария Грей ок.1545—1578 | Мария Грей ок.1545—1578 | Мария Грей ок.1545—1578 | Мария Грей ок.1545—1578     | Мария Грей ок.1545—1578     |                             |                             | Маргарита Клиффорд 1540—1596 | Маргарита Клиффорд 1540—1596 | Маргарита Клиффорд 1540—1596 | Маргарита Клиффорд 1540—1596 | Маргарита Клиффорд 1540—1596 | Маргарита Клиффорд 1540—1596 |                          |                          |                          |                          |  |  |
|  |  |                        |                        |                        |                        | Мария Стюарт 1542—1587   | Мария Стюарт 1542—1587   | Мария Стюарт 1542—1587   | Мария Стюарт 1542—1587   | Мария Стюарт 1542—1587   | Мария Стюарт 1542—1587   |                         |                         |                           |                           |                           |                           |                            |                            |                            |                            | Генри Стюарт (лорд Дарнли) 1545—1567 | Генри Стюарт (лорд Дарнли) 1545—1567 | Генри Стюарт (лорд Дарнли) 1545—1567 | Генри Стюарт (лорд Дарнли) 1545—1567 | Генри Стюарт (лорд Дарнли) 1545—1567 | Генри Стюарт (лорд Дарнли) 1545—1567 |                        |                        |                        |                        |                       |                       |                       |                       |  |  |                                |                                |                                |                                |                                |                                |                      |                      |                       |                       |                       |                       |                              |                              |                              |                              |                              |                              |                          |                          |                          |                          |                     |                     | Джейн Грей ок.1537—1554   | Джейн Грей ок.1537—1554   | Джейн Грей ок.1537—1554   | Джейн Грей ок.1537—1554   | Джейн Грей ок.1537—1554   | Джейн Грей ок.1537—1554   |                           |                           | Катерина Грей 1540—1568   | Катерина Грей 1540—1568   | Катерина Грей 1540—1568 | Катерина Грей 1540—1568 | Катерина Грей 1540—1568 | Катерина Грей 1540—1568 |                       |                       | Мария Грей ок.1545—1578 | Мария Грей ок.1545—1578 | Мария Грей ок.1545—1578 | Мария Грей ок.1545—1578 | Мария Грей ок.1545—1578     | Мария Грей ок.1545—1578     |                             |                             | Маргарита Клиффорд 1540—1596 | Маргарита Клиффорд 1540—1596 | Маргарита Клиффорд 1540—1596 | Маргарита Клиффорд 1540—1596 | Маргарита Клиффорд 1540—1596 | Маргарита Клиффорд 1540—1596 |                          |                          |                          |                          |  |  |
|  |  |                        |                        |                        |                        |                          |                          |                          |                          |                          |                          |                         |                         |                           |                           |                           |                           |                            |                            |                            |                            |                                      |                                      |                                      |                                      |                                      |                                      |                        |                        |                        |                        |                       |                       |                       |                       |  |  |                                |                                |                                |                                |                                |                                |                      |                      |                       |                       |                       |                       |                              |                              |                              |                              |                              |                              |                          |                          |                          |                          |                     |                     |                           |                           |                           |                           |                           |                           |                           |                           |                           |                           |                         |                         |                         |                         |                       |                       |                         |                         |                         |                         |                             |                             |                             |                             |                              |                              |                              |                              |                              |                              |                          |                          |                          |                          |  |  |
|  |  |                        |                        |                        |                        |                          |                          |                          |                          |                          |                          |                         |                         | Яков VI Стюарт            |                           |                           |                           |                            |                            |                            |                            |                                      |                                      |                                      |                                      |                                      |                                      |                        |                        |                        |                        |                       |                       |                       |                       |  |  |                                |                                |                                |                                |                                |                                |                      |                      |                       |                       |                       |                       |                              |                              |                              |                              |                              |                              |                          |                          |                          |                          |                     |                     |                           |                           |                           |                           |                           |                           |                           |                           |                           |                           |                         |                         |                         |                         |                       |                       |                         |                         |                         |                         |                             |                             |                             |                             |                              |                              |                              |                              |                              |                              |                          |                          |                          |                          |  |  |

Примечания: Наследники Эдуарда VI по завещанию Генриха VIII:   первой очереди   второй очереди.   Скончавшиеся по 6 июля 1553 года включительно и их супруги  
Генрих VIII, правивший Англией с 1509 по 1547 год, имел трёх детей — воспитанную в католической вере Марию и воспитанных в протестантской вере Елизавету и Эдуарда. Генрих трижды (в 1533, 1534 и 1543 годах) переписывал закон о престолонаследии. По последнему, третьему закону, наследником Генриха был Эдуард, за ним поочерёдно Мария, Елизавета и потомки боковых ветвей Тюдоров из семейств Греев и Клиффордов. По смерти Генриха девятилетний Эдуард стал королём, а его наследницей по закону 1543 года — Мария. По завещанию Генриха до совершеннолетия Эдуарда, ожидавшегося в 1555 году, страной должен был управлять регентский совет из шестнадцати человек. Воля короля была с самого начала нарушена, и вместо совета реальную власть в стране захватили единоличные регенты: в 1547—1549 годы Эдвард Сеймур, в 1549—1553 годы Джон Дадли.
С одобрения короля-подростка оба регента и архиепископ Кентерберийский Томас Кранмер проводили активную реформацию англиканской церкви и искореняли латинский обряд. Мария, напротив, твёрдо придерживалась католичества и открыто протестовала против реформы. С режимом своего давнего товарища Сеймура Мария уживалась легко, но его преемника Джона Дадли она боялась так же, как когда-то боялась отца, и открыто презирала. Дадли был готов к компромиссу, но для Марии любая уступка в вопросах веры была неприемлема. Весной 1550 года непокорная принцесса решилась бежать из страны. Её двоюродный брат и духовный наставник Карл V прислал на помощь вооружённую эскадру, но в последний момент Мария передумала и осталась в Англии. Эдуард преследовать сестру не решился, ограничившись репрессиями против её советников.
В конце 1552 или в самом начале 1553 года пятнадцатилетний король, уже выросший в самостоятельного политика, задумал отстранить Марию от престолонаследия. Он не мог допустить, чтобы к власти пришла (пусть и гипотетически) католичка, способная перечеркнуть проводимую им реформу, вернуть страну под духовную власть папства и готовая на любые репрессии против близких Эдуарду людей. Вторым возможным мотивом Эдуарда могла быть нетерпимость к «незаконности» браков отца с Екатериной Арагонской (матерью Марии) и Анной Болейн (матерью Елизаветы). В-третьих, Эдуард, как и Генрих VIII, не допускал передачи власти женщине по вполне практической причине: женщины рано или поздно выходят замуж и попадают под влияние собственных мужей. О влиянии будущих супругов незамужних Марии и Елизаветы на их политику можно было только гадать.

## Завязка кризиса

### «Распоряжение о престолонаследии» (начало 1553)

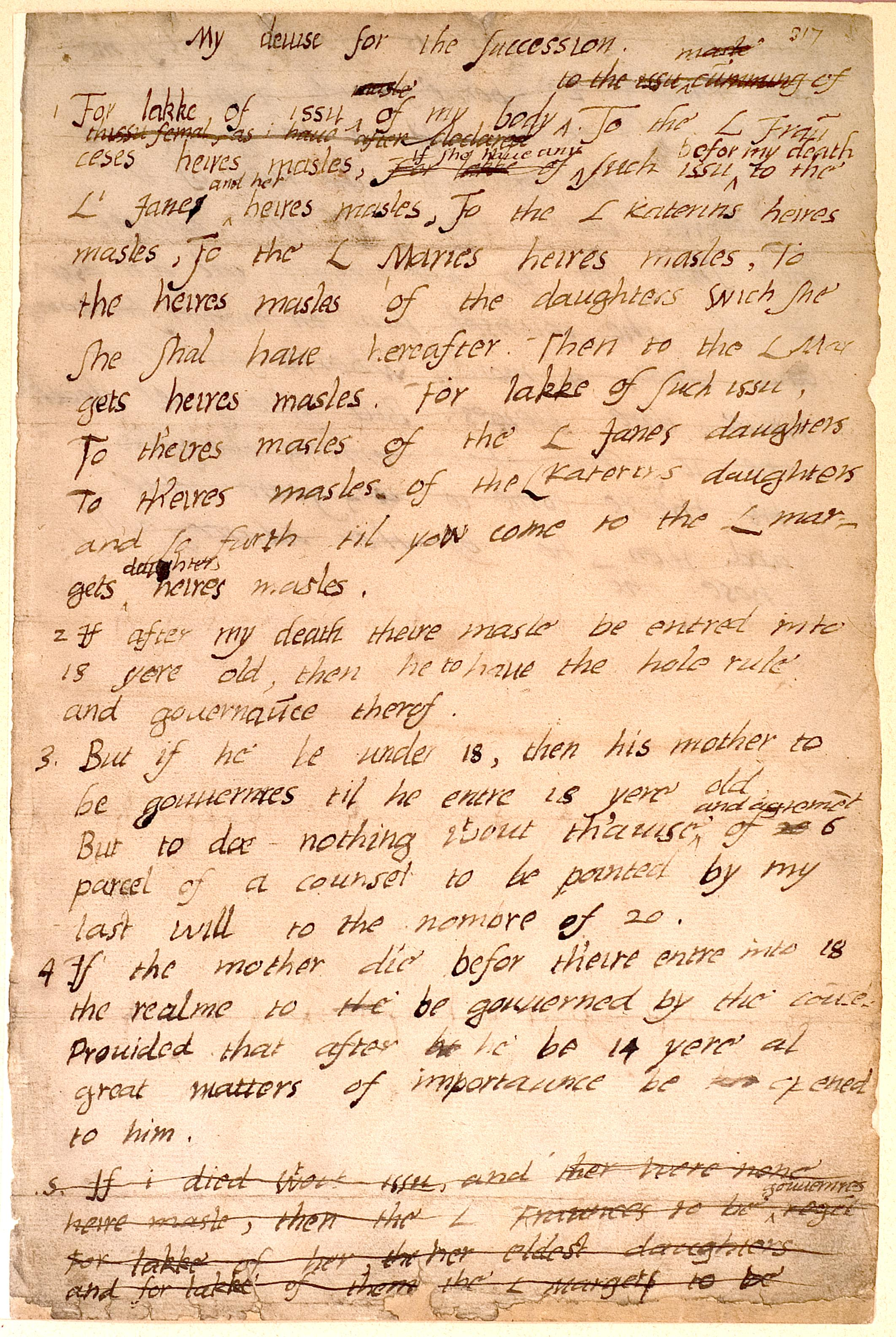
Первый известный текст «Распоряжения», собственноручно написанный Эдуардом. Библиотека Inner Temple, Лондон

Первым документальным свидетельством планов Эдуарда является его «Распоряжение о престолонаследии» (англ. My Deuise for the Succession). Сохранившийся документ от начала до конца написан рукой Эдуарда, твёрдым почерком физически здорового человека. Несовершенный, путаный язык «Распоряжения», по мнению Дэвида Лодса, выдаёт политическую незрелость его составителя. Было ли оно единоличной инициативой Эдуарда, или же к его созданию приложил руку наставник короля Уильям Томас — достоверно неизвестно. Не существует и единого мнения о времени составления первого текста «Распоряжения». Уилбер Джордан, Дэвид Лодс, Линда Портер, Джери Макинтош и другие современные историки полагают, что он был составлен Эдуардом в полном здравии — то есть не позднее февраля, а то и января 1553 года. По мнению Стэнли Биндоффа, он был составлен в середине мая, незадолго до свадьбы Джейн Грей и Гилфорда Дадли. Во всех трактовках «Распоряжение» считается волей не умирающего, но либо здорового, либо рассчитывающего на выздоровление короля. Оно оставалось тайной не только от Марии и Елизаветы, но и от регента Джона Дадли до начала июня 1553 года. Вероятно, Эдуард понимал, что его предложение шло наперекор воле отца и обычаю (в династиях Плантагенетов и Тюдоров власть всегда передавалась по мужской линии), и не рискнул обсуждать его даже с ближайшими сторонниками.
Суть «Распоряжения» заключалась в передаче первоочередного права на престол ещё не рождённым сыновьям леди Фрэнсис Грей, а вслед за ними — ещё не рождённым сыновьям её незамужней дочери Джейн Грей. Выбор потомков младшей дочери Генриха VII объяснялся просто: другого выбора у Эдуарда не было. Следовать салическому закону он не мог из-за малочисленности мужчин в роду Тюдоров: единственный такой мужчина, восьмилетний Генри Стюарт, был католиком — а потому неприемлем. Неприемлемы были и мужчины из рода Плантагенетов: Эдвард Кортни провёл всю сознательную жизнь в заточении в Тауэре, кардинал Поул и его братья были католиками и политэмигрантами. Исключив из рассмотрения потомков Плантагенетов, старшей дочери Генриха VII Маргариты (шотландских Стюартов) и его сына (сестёр Марию и Елизавету), Эдуард был вынужден выбирать из потомков младшей дочери Генриха VII Марии. В этой ветви Тюдоров потомков-мужчин не было, а старшей из женщин детородного возраста была тридцатипятилетняя дочь Марии Фрэнсис Грей. Если бы Фрэнсис оказалась неспособной родить, это смогла бы сделать старшая дочь Фрэнсис, Джейн. Она была молода, здорова и воспитывалась в протестантской вере, иные же её качества не имели никакого значения. Джейн Грей была лишь временным инструментом для воспроизводства рода. С появлением у Эдуарда собственных детей нужда в Джейн и её потомстве отпала бы сама собой.

### Болезнь короля (февраль — июнь 1553)
6 февраля 1553 года Эдуард заболел. После двух недель постельного режима он, ещё не вполне здоровый, появился на публике 21 февраля. Его недомогание не вызывало тревоги: он считался крепким, здоровым подростком. Правительство действовало в обычном режиме. В назначенный срок, 1 марта, в Лондоне собрался парламент, чтобы обсудить порядок взимания внеочередного налога. 31 марта Эдуард посетил парламент, чтобы продлить его сессию. 11 апреля, после короткого появления в обществе, Эдуард удалился в загородный дворец в Гринвиче. Ход болезни в апреле 1553 года достоверно не известен. Вероятно, что во второй половине месяца Эдуард почувствовал облегчение, но уже 7 мая он был настолько слаб, что не смог принять французского посла. 12 мая доктора обнаружили у Эдуарда «гнойную опухоль лёгкого». По Лондону поползли слухи, но аристократы и дипломаты не видели поводов для беспокойства. По мнению послов, посетивших короля 17 мая, угрозы его жизни не было.
Тогда же, в апреле — мае 1553 года, регент Джон Дадли озаботился устройством в своём семействе двух свадеб. Он сосватал свою дочь Екатерину за Генри Гастингса, наследника графа Хантингдона, а сына Гилфорда — за Джейн Грей (её сестра Екатерина тогда же вышла замуж за Генри Герберта). Свадьбу Гилфорда и Джейн сыграли 21 мая. Посол Карла V Ян Схейве первым просчитал комбинацию и 12 июня доложил императору, что Дадли ведёт дело к насильственному перевороту с целью возвести на престол Джейн Грей. Вероятно, Схейве предвосхитил развитие событий и приписал регенту ещё не сформулированные планы. Брак между Джейн Грей и Гилфордом Дадли не был для его отца первоочередной целью. Дадли собирался выдать Гилфорда за Маргариту Клиффорд, но семейство Клиффордов отказалось породниться с временщиком, и тогда Дадли договорился с семейством Греев. Поднимать вооружённый мятеж Дадли не собирался, а законные средства отстранить Марию от престолонаследия появились только в июне. До начала июня Дадли, будучи кровно заинтересованным в выздоровлении короля, надеялся на лучшее. Он призывал к постели больного медиков и пытался использовать все известные тогда снадобья и способы лечения — что породило в обществе слухи о намеренном отравлении Эдуарда.
28 мая в течении болезни произошёл перелом. У Эдуарда развились признаки сепсиса и почечной недостаточности, его мучили постоянные боли, он ненадолго засыпал только после приёма опиатов. Доктора известили Дадли и других вельмож о том, что больному осталось жить несколько недель. Король, ещё находившийся в ясном сознании, знал, что умирает, и торопился завершить земные дела. В промежутке между 28 мая и 11 июня он призвал к себе Джона Дадли и дал ход «Распоряжению о престолонаследии». Тайные цели короля удачно совпали с тайными страхами регента: Дадли, ставший для Марии олицетворением ненавистной реформации, небезосновательно считал, что с приходом к власти Мария физически уничтожит и его самого, и его род. Дадли активно взялся за продвижение королевского проекта; вероятно, именно по его инициативе во вторую редакцию «Распоряжения», также написанную Эдуардом собственноручно, было внесено важное изменение: замена «потомков Джейн Грей» первой версии на «Джейн Грей и её потомков».

### Земельная сделка (ноябрь 1552 — май 1553)

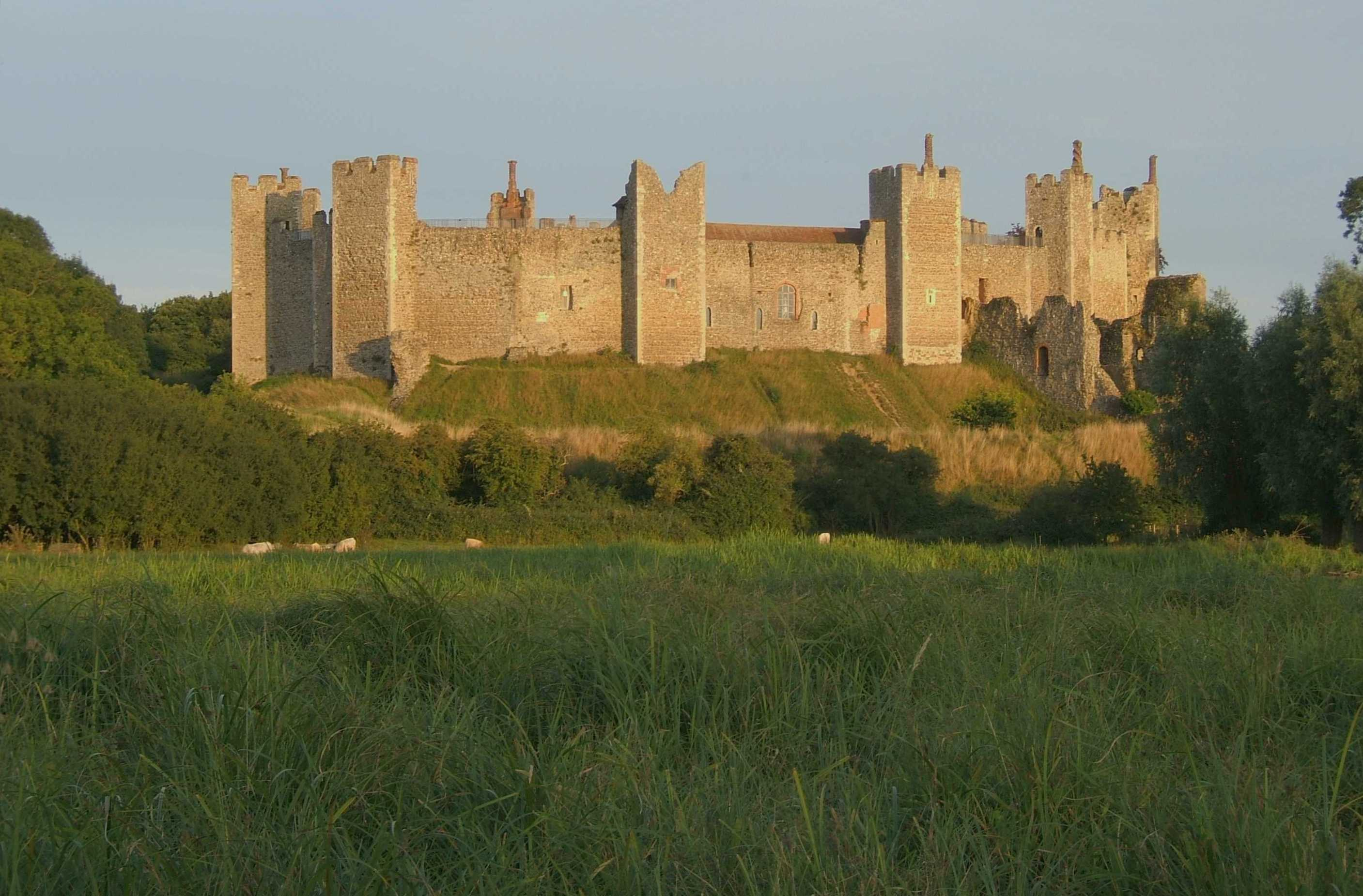
Замок Фрамлингем. Фото 2005 года

В 1547 году смерть Генриха VIII сделала Марию крупнейшей землевладелицей Восточной Англии: по завещанию отца она получила 32 поместья в Норфолке, Суффолке и Эссексе. Вместе с наследством Мария впервые в жизни получила многочисленную группу поддержки «на земле» — клиентов из местных дворян и простонародья. В ноябре — декабре 1552 года Тайный совет предложил Марии обменять часть её поместий на коронные земли, якобы с целью консолидации королевского имущества и сбора доходов с него. Сделка была завершена через полгода, в апреле — мае 1553 года. Мария, отдав королю прибрежные поместья в Эссексе, получила в обмен намного бо́льшие по площади и более доходные земли и удачно «округлила» свои владения внутри страны. Ей достались королевский замок Хартфорд и укреплённый замок Фрамлингем, ещё недавно принадлежавший опальному Томасу Говарду. Именно во Фрамлингеме в июле 1553 года состоялись основные события мятежа Марии против Джейн Грей.
Смысл этой невыгодной для короля сделки, передавшей в руки Марии важную военную базу, остаётся загадкой. Ни одна из предложенных версий не имеет надёжных доказательств. По предположению Дэвида Лодса, Эдуард хотел пресечь попытки Марии к бегству за границу, лишив её выхода к морю. Существуют мнения о том, что за обменом стояли лондонские вельможи, предвидевшие скорый приход Марии к власти и пытавшиеся заранее купить её расположение. По версии Джери Макинтош, эта сделка могла быть тайной платой Марии за отказ от наследственных прав; впрочем, историки практически единогласно считают, что Мария не была посвящена в планы Эдуарда и Дадли и никогда не соглашалась на отречение от престолонаследия. Она узнала об этих планах или заподозрила их в конце июня 1553 года — когда в обсуждение королевского патента о престолонаследии уже был вовлечён широкий круг вельмож, судей и дипломатов.

### «Декларация о престолонаследии» (июнь 1553)
Одной воли короля для изменения порядка престолонаследия было недостаточно. Эдуард должен был утвердить его по одной из двух возможных процедур: получить либо одобрение закона в Парламенте, либо одобрение королевского патента (англ. letters patent) Тайным советом, высшим духовенством и верховными судьями с последующей ратификацией в Парламенте. Парламентские слушания требовали времени, которого у Эдуарда уже не было, и привели бы к нежелательной огласке, поэтому король и Дадли пошли по второму пути. 11 июня Эдуард призвал к себе верховных судей для первичного одобрения очередной, третьей, редакции «Распоряжения». Судьи должны были отредактировать текст, единогласно одобрить его и передать окончательную, четвёртую редакцию на утверждение королю. Однако 12 июня на совещании у короля верховный судья Эдвард Монтегю решительно отказался утверждать проект и обвинил Дадли в государственной измене. Дадли ответил встречными обвинениями, спор едва не закончился вооружённой стычкой. В итоге 15—16 июня судьи составили невиданный до того юридический документ — и завещание, и королевский патент, и публичный манифест одновременно.
До этого момента Тайный совет, раздираемый партийными интересами, единого мнения о престолонаследии не имел, но известие о поддержке королевского проекта судьями радикально изменило соотношение сил: теперь лишь немногие осмеливались противиться воле короля. Дадли взятками и угрозами убедил колебавшихся, и к 18 июня Совет пришёл к консенсусу. Томас Кранмер и Уильям Сесил, до того возражавшие, отказались от борьбы и присоединились к большинству Совета. 21 июня Эдуард подписал чистовик четвёртой редакции, уже на следующий день Дадли собрал достаточное число подписей титулованной знати и высшего духовенства. Всего «Декларацию о престолонаследии» подписали 102 человека: первым, как высшее духовное лицо, — Кранмер, последними, уже после смерти Эдуарда, — олдермены городской корпорации Лондона. Добившись утверждения королевского патента, Дадли не рискнул огласить его публично. Это решение, о мотивах которого можно только догадываться, было ошибочно: в критический момент провинции, считавшие законной наследницей Марию, отказались поддерживать Джейн Грей.

### Джейн Грей (июль 1553)

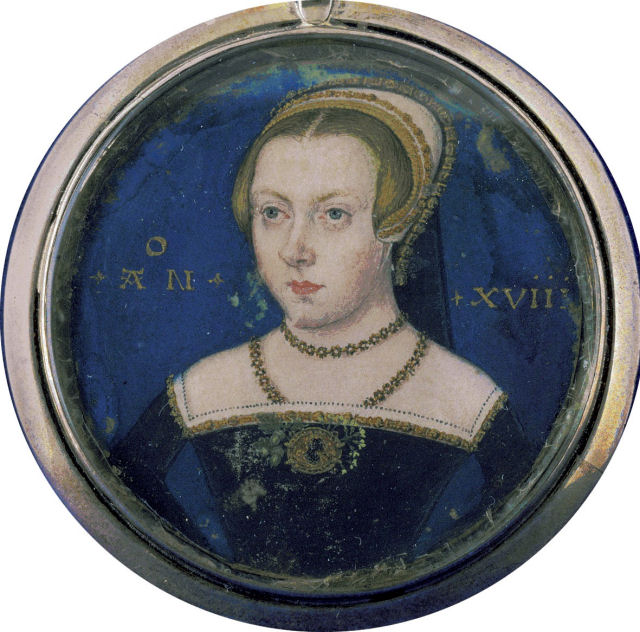
Джейн Грей

Эдуард VI скончался около девяти часов вечера 6 июля. Джейн Грей, в то время жившая за городом в Челси, оставалась в неведении о решении покойного короля и Тайного совета. По показаниям самой Джейн, данным в заключении в августе 1553 года, около 19 июня она получила первое неофициальное предупреждение о выборе Эдуарда и не сочла его серьёзным. 9 июля она получила странную повестку явиться к Тайному совету в Сайон-хаус — недостроенный дворец Джона Дадли. Там, после долгого ожидания, её встретили Джон Дадли, Фрэнсис Гастингс, Уильям Герберт, Уильям Парр и Генри Фицалан. Вельможи сообщили Джейн Грей о смерти короля и о том, что в соответствии с его волей она должна принять корону Англии. На следующий день, 10 июля, глашатаи впервые объявили Лондону об изменении порядка престолонаследия, а Джейн Грей уже в качестве королевы переехала из Сайон-хаус во временную резиденцию в королевских покоях Тауэра.
Лондонцы восприняли перемены равнодушно. До 13 июля включительно город был спокоен; единственный открыто протестовавший против нового режима человек, Гилберт Поттер, был приговорён к отсечению ушей. Первые прокламации в пользу Марии появились в Лондоне 13 или 16 июля, первые публичные плакаты — 18 июля. В городских советах Восточной Англии мнения разделились, но крупнейшие города поначалу поддержали Джейн Грей.

## Вооружённое противостояние
Исход кризиса 1553 года был предопределён стратегической ошибкой Дадли: он, много лет наблюдавший за поведением Марии при дворе, не считал её опасным соперником. Дадли был уверен, что в трудную минуту Мария не выдержит и сдастся, и не мог предположить, что она окажется волевым и уверенным лидером. Он не захотел или не решился арестовать Марию при жизни Эдуарда, а когда тот умер, было уже поздно: она выскользнула из-под надзора, бежала на заранее подготовленные позиции и возглавила там вооружённый мятеж. Дадли был совершенно не готов к защите созданного им режима: к 11 июля его личный отряд составлял не более шестисот человек, его союзники были ненадёжны и в момент кризиса перешли на сторону Марии, а все наёмные войска были расквартированы у шотландской границы — слишком далеко, чтобы успеть вмешаться в конфликт в Восточной Англии. В этом регионе Дадли не имел ни собственных отрядов, ни вооружённых союзников, ни надёжной агентуры.
Дадли был не одинок в своём заблуждении: в первые две недели июля 1553 года никто из находившихся в Лондоне наблюдателей не мог и предположить, что Мария сумеет захватить и удержать власть. Посол Франции Антуан де Ноай заверял Генриха Валуа, что Тайный совет единогласно поддерживает Джейн Грей и надёжно защищает престол от посягательств Марии. Карл V и вовсе приготовился к худшему: он не верил, что победители сохранят Марии жизнь. И французский, и имперский послы были уверены в победе Джейн Грей вплоть до переворота в Тайном совете 19 июля 1553 года.

### Бегство Марии (4—8 июля 1553)

Бегство Марии Тюдор, сосредоточение мятежников, действия Роберта Дадли и флота по 13 июля 1553 года

В конце июня 1553 года Мария переехала из своего поместья в Ньюхолле в ближнюю резиденцию Хансдон, в 28 милях к северу от Лондона. Перед переездом она демонстративно приказала подготовить Хансдон к длительному проживанию, но 4 июля неожиданно выехала оттуда и отправилась на север, в сторону Кембриджа. Причины, побудившие Марию бежать именно 4 июля, ещё при жизни Эдуарда, неизвестны. Рассказы о том, что на полпути в Лондон некие доброжелатели предупредили Марию об опасности, современные историки отвергают: она регулярно получала известия из Лондона (как от своих союзников, так и лично от Дадли) и вполне понимала риски своего положения.
Обстоятельства бегства Марии окружены легендами и недостоверными свидетельствами. Хронология путешествия Марии восстановлена историками по разрозненным свидетельствам, ни одно из которых не даёт полной картины событий. Важнейший источник, Vita Mariae Angliae reginae участника переворота Роберта Уингфилда, точных дат не содержит.
Марию в пути сопровождали от 50 до 60 вооружённых людей — весь её двор во главе с Робертом Рочестером, Генри Джернингемом и Эдвардом Уолдегрейвом. Дневной конный переход по хорошей дороге составлял в те годы 20—30 миль. Женщины путешествовали верхом или в портшезах: карет и колясок в тогдашней Англии ещё не было (первая карета в Англии появилась в 1555 году, грузовые телеги начали входить в обиход около 1550 года, основным наземным транспортным средством была вьючная лошадь).
Переночевав 5 июля в Состон-Холл у своего союзника Джона Хаддлстона, Мария повернула на северо-восток, к своим владениям на юге Норфолка. Вечером 7 июля, когда Мария остановилась в поместье Юстон-Холл близ Тетфорда, её догнали гонцы из Лондона с вестью о смерти короля. Вначале её сообщил курьер, посланный Николасом Трокмортоном. Мария, вероятно, опасаясь провокации Дадли, не стала действовать немедленно, а дождалась подтверждения из надёжного источника — им, скорее всего, был личный врач Марии Томас Хьюз, имевший доступ во дворец. Убедившись в достоверности известия, 8 июля Мария срочно выехала в расположенное в тринадцати милях от Юстона поместье Кеннингхолл — сборный пункт её военной кампании.

### Мобилизация мятежников (8—14 июля 1553)
8 июля 1553 года Мария запустила механизм вооружённого мятежа. Первым его этапом стали призвание в Кеннингхолл сторонников Марии из Восточной Англии и вербовка по всей стране новых союзников — титулованной знати, королевских чиновников, советов городского самоуправления. 8 и 9 июля штаб мятежа разослал по стране множество профессионально составленных личных писем и воззваний. Их содержание, график рассылки и перечень адресатов были выверены заранее, до бегства из Хансдона. Некоторые из этих писем сохранились — в том числе датированное 9 июля письмо Эдварду Гастингсу, который возглавил мятеж в поддержку Марии в долине Темзы. 9 июля в Кеннингхолл прибыли первые немногочисленные, но хорошо вооружённые отряды сторонников Марии. 12 или 15 июля мятежное войско, выросшее до шести тысяч человек, но ещё не имевшее профессионального командира, перебазировалось в замок Фрамлингем (25 миль к юго-востоку от Кеннингхолла). Советники Марии приготовились отразить нападения Дадли.
Партия Марии состояла из ядра убеждённых католиков и многочисленных попутчиков, примкнувших к мятежу по самым разным мотивам. Мария в полной мере использовала подпольную сеть единомышленников-католиков, но она нуждалась и в поддержке протестантов, а потому пока воздерживалась от религиозной риторики. Парадоксально, но мятеж поддержали не только отдельные протестанты, но и целые протестантские сообщества, такие как городская община Ковентри. Крестьян Саффолка в лагерь Марии привела ненависть к Дадли за жестокий разгром восстания Роберта Кета. Лорд-наместник Норфолка Генри Рэдклифф, граф Сассекс, был вынужден перейти на сторону Марии и возглавил её войско после того, как мятежники взяли в заложники его сына. Лорд-наместник Саффолка Томас Уэнтуорт 11 июля поддержал Джейн Грей, а 14 июля перешёл со своим отрядом к Марии — вероятно, следуя чувству самосохранения: его дом был всего в двадцати милях от лагеря мятежников. Так же поступили шериф Норфолка и Саффолка Томас Корнуоллис и один из составителей «Декларации» Ричард Саутвелл. Колебавшегося Джона де Вера (графа Оксфорда) убедили собственные слуги, готовые уйти к Марии со своим господином или без него. Джентльмен-купец из Кингс-Линн Осберт Монфор, встав на сторону Марии, добился ареста конкурентов, поддержавших Джейн Грей. Авантюристы-протестанты Питер Керью и Николас Трокмортон по собственной воле агитировали за Марию — а полгода спустя участвовали в восстании против неё.

### Действия Роберта Дадли (7—18 июля 1553)
7 июля Джон Дадли отправил сына Роберта с отрядом в триста человек арестовать Марию. Роберт Дадли, как и его отец, пребывал в неведении о планах и действиях Марии и первым делом отправился в Хансдон. Затем, следуя её маршрутом, 9 или 10 июля Роберт Дадли достиг окрестностей Кеннингхолла. В это время силы Марии составляли не более шестисот человек, среди которых не было ни единого командира, ни достаточного количества офицеров. Роберт не стал атаковать их, а отошёл на 50 миль к северо-западу, на Фенские болота, и занял городок Уизбеч. В последующие дни Роберт Дадли подчинил себе всё побережье залива Уош. 16 июля он привёл к присяге Джейн Грей Тетфорд, 18 июля Кингс-Линн.
По предположению Эрика Айвза, в течение всей кампании Роберт Дадли действовал не по собственной инициативе, а по инструкциям отца. Контроль клана Дадли над Фенскими болотами эффективно блокировал Марии путь в Мидлендс и препятствовал прибытию к ней подкреплений с севера и запада. Вероятно, если бы Джон Дадли послал несколько таких блокирующих отрядов, Мария бы не сумела мобилизовать достаточно сил, и исход противостояния сложился бы иначе; одиночные, пусть и эффективные, действия Роберта Дадли помешать сосредоточению мятежников не могли.
Другой Дадли, дальний родственник регента Генри, был послан во Францию искать поддержки у Генриха Валуа. 18 июля Генри Дадли встретился с королём Франции и добился от того неофициального обещания поддержки; на события в Англии эти переговоры не повлияли. После разгрома клана Дадли его враги утверждали, что в обмен на политическую поддержку Джон Дадли был готов сдать французам Кале и Ирландию, но, по мнению Дэвида Лодса, это обвинение было бездоказательно.

### События на море (10—17 июля 1553)

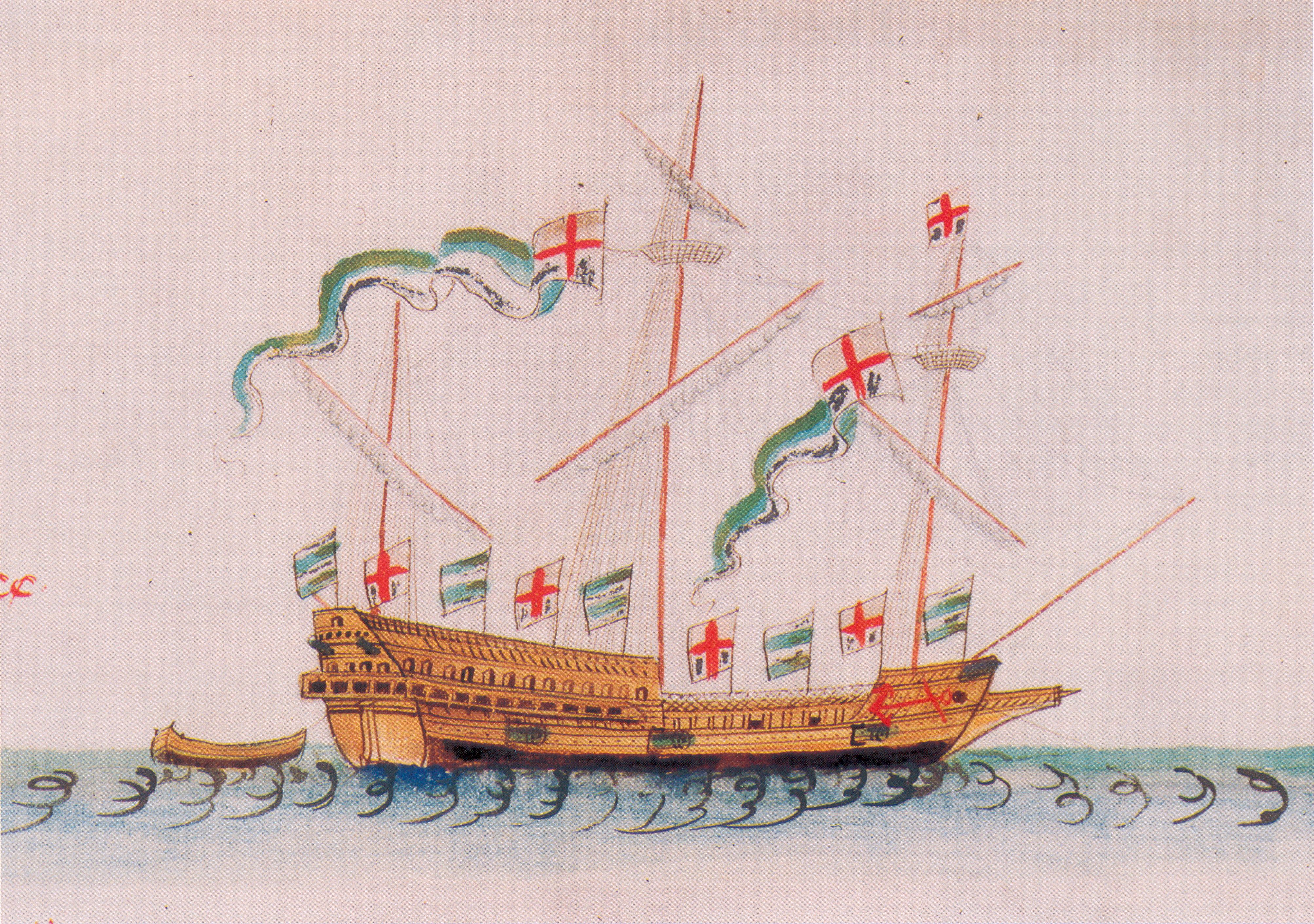
Галеас «Грейхаунд». Изображение из «свитка Энтони», 1546

10 июля в Тайном совете царила уверенность в том, что Мария замышляет бежать морем в Испанские Нидерланды. Бегство Марии было бы удачным выходом из кризиса, но бегство в руки Карла V, стратегического противника режима Эдуарда и Дадли, было нежелательно. Совет послал на перехват «беглянки» эскадру из шести кораблей под началом Ричарда Брука, сформированную в Гринвиче ещё при жизни Эдуарда. Историки традиционно рассматривают отправку эскадры Брука как обособленный эпизод, не связанный с сухопутным походом Дадли. По мнению Эрика Айвза, отправка кораблей могла быть частью общего плана, по которому отряд Роберта Дадли отсекал Марию от северных графств с их портами, а главные силы Джона Дадли выталкивали её к побережью Саффолка, где должен был крейсировать Брук.
13 или 14 июля шторм вынудил Брука искать убежища в гаванях: пять кораблей укрылись в устье реки Оруэлл, а галеас «Грейхаунд» капитана Грайса отнесло далеко на север, к Грейт-Ярмуту. Когда Грайс сошёл с корабля на берег, команда взбунтовалась и перешла на сторону Марии. Зачинщиком стал боцман, подбивший команду ограбить каюту капитана. Мятежный корабль отказался подчиняться и агентам Марии и ушёл на юг, на воссоединение с эскадрой. 17 июля арестованный было Грайс присягнул Марии, вернулся в строй, а потом два года пытался вернуть украденное через суд.
В устье Оруэлла эскадру встретил Генри Джернингем, посланный в Ипсвич на переговоры с Томасом Уэнтуортом. 14 июля, после того как Уэнтуорт отправился в лагерь Марии, Джернингем сумел договориться и с Бруком. По одним свидетельствам, к этому времени команды кораблей Брука уже перешли на сторону Марии; по другим, они последовали примеру команды «Грейхаунда» и потребовали ареста неугодных капитанов. 15 июля Брук и Джернингем уехали во фрамлингемский лагерь, взяв с собой часть корабельной артиллерии. К 17 июля все экипажи присягнули Марии, а два дня спустя командование эскадрой принял назначенный Марией Ричард Кавендиш.

### Поход Джона Дадли (13—20 июля 1553)

Поход Джона Дадли. Передвижения и позиции сторон после 13 июля 1553 года

Между 10 и 13 июля Тайный совет осознал исходящую от Марии угрозу и постановил направить в Восточную Англию полноценную военную экспедицию. Путь к этому решению был непрост: советники не имели единого мнения, в дело неожиданно вмешалась Джейн Грей. По одним источникам, она потребовала назначить командующим собственного отца, по другим — напротив, протестовала против такого назначения. Современники признавали, что Генри Грей на эту роль не подходил, слабы были и другие наличные кандидаты. Джон Дадли был вынужден взять командование карательной операцией на себя и оставить Лондон на попечение того же Генри Грея и ненадёжных попутчиков из Тайного совета. 11 июля Дадли, не дожидаясь их решения, начал лихорадочную вербовку наёмников. Его агенты предлагали наёмным пехотинцам, по разным источникам, от 10 до 20 пенсов в день — против обычной платы в 6 пенсов. Численность собранного Дадли войска достоверно неизвестна. Дэвид Лодс пишет о 1500 человек, вышедших из Лондона. Иностранные послы оценивали её в 3 или 4 тысячи человек, обвинитель на процессе Джона Дадли — в 3 тысячи (включая все полученные в пути подкрепления). Состав войска (преимущественно конного) был далёк от оптимального, зато у Дадли была артиллерия, которой Мария не имела вплоть до прибытия корабельных пушек с эскадры Брука. Сам Дадли и его спутники Уильям Грей и Эдвард Клинтон были лучшими английскими полководцами своей эпохи, а качество конницы Дадли свидетели описывали как превосходное.
По наиболее достоверному источнику, основные силы Дадли вышли в поход 13 июля, артиллерия и обозы 15 июля. Вместо прямого марша на Фрамлингем через Колчестер (90 миль) Дадли пошёл тем же маршрутом через Кембриджшир, что и Мария (115 миль). 14 июля головные отряды Дадли прошли Вэр и приняли там подкрепления из Мидлендс, 15 июля они разгромили замок в Состоне и продолжили марш на север. В это же время в ближайшем тылу Дадли, в Бакингемшире, подняли мятеж в пользу Марии влиятельные феодалы Уильям Виндзор, Эдвард Гастингс и Эдмунд Пекхэм. Это возмущение, названное в английской историографии «восстанием в долине Темзы» (англ. Thames valley rising), быстро перекинулось на соседний Оксфордшир и отчасти Нортгемптоншир. Оно не повлияло непосредственно на исход конфликта, но деморализовало Тайный совет. Лондон полнился слухами о десяти тысячах бойцов сэра Пекхэма, якобы идущих на штурм Тауэра.
Утром 18 июля Дадли вышел из Кембриджа в поход на Фрамлингем, рассчитывая принять по пути подкрепления — но вместо них в Ньюмаркете его встретил гонец с тревожными известиями из Лондона. Дадли дошёл до Бери-Сент-Эдмундс, развернулся и 19 или 20 июля вернулся в Кембридж, где его застало известие о состоявшемся в Лондоне перевороте. Существует несколько объяснений произошедшего в Бери-Сент-Эдмундс. По традиционной версии, силы Дадли были подорваны массовым дезертирством: к 19 июля регенту было нечем воевать. Однако все источники, сообщающие о дезертирстве ополченцев, основываются на слухах, а все влиятельные, поимённо известные командиры 19 июля оставались в строю. Выдвигались предположения о том, что агенты Марии, угнав скот, лишили войско пропитания. По мнению Эрика Айвза, Дадли отказался от боя из-за полученных сведений о численности и составе сил противника. По мере сближения с ними качество разведданных росло, и к 19 июля Дадли убедился, что ему противостоят десять тысяч бойцов на подготовленных позициях. Возможно, пишет Айвз, решающим фактором стало известие о прибытии к мятежникам корабельной артиллерии.

### Переворот в Лондоне (19 июля 1553)
19 июля Тайный совет низложил Джейн Грей, провозгласил королевой Марию и приказал Дадли прекратить сопротивление. Обстоятельства и мотивы этого решения достоверно неизвестны (все свидетели в той или иной мере исказили факты, спасая собственные жизни от гнева Марии), зато точно известно его время. Вероятно, что организаторы переворота в Совете Уильям Герберт (граф Пембрук), Уильям Пэджет и Генри Фицалан (граф Арундел) решили перейти на сторону Марии не позднее 18 июля, тем не менее, утром 19 июля все наличные члены Совета действовали на стороне Джейн Грей. Днём они собрались у Герберта в лондонском замке Бейнерд и договорились о передаче короны Марии. Затем вельможи призвали в замок лорд-мэра Лондона и городских олдерменов и объявили им своё решение. Новость быстро просочилась на улицы, ещё до её официального оглашения началось народное торжество. Вечером Пэджет и Фицалан повезли во Фрамлингем покаянное письмо Совета.  Присягнув Марии, Пэджет и Фицалан отправились по её приказу в Кембридж арестовывать Джона Дадли.
События в кембриджском лагере Дадли 19—20 июля описаны в источниках фрагментарно и противоречиво. Предположительно, вечером 20 июля в Кембридже получили ультиматум Марии. Дадли собрал военный совет и объявил о капитуляции. Он вместе с сыновьями и советниками вышел на рыночную площадь и публично провозгласил Марию королевой; по воспоминаниям очевидца, он бросал в воздух шляпу и смеялся так, что по его лицу текли слёзы. В тот же день курьер из Лондона доставил Дадли приказ Тайного совета сложить оружие и присягнуть Марии. Началось массовое бегство бывших союзников и советников Дадли, торопившихся спасти собственные жизни и карьеры. 23 или 24 июля Джон Дадли сдался Генри Фицалану.

### Действия Елизаветы (7—31 июля 1553)
Принцесса Елизавета активного участия в событиях июля 1553 года не приняла. 7 июля Тайный Совет вызвал её в Лондон, но Елизавета сказалась больной, а вывезти её из Хэтфилд-хауса силой лондонские верховники не решились (именно так поступила с Елизаветой Мария в ходе восстания Уайетта). Полвека спустя Уильям Кемден утверждал, что Джон Дадли вёл с Елизаветой переговоры о признании Джейн Грей, но никаких документальных свидетельств тому не сохранилось. По Кэмдену, Елизавета решительно отказалась от денег и земель, предложенных в качестве отступного за отказ от права на престол. Выдвигались предположения, что Елизавета агитировала зависимых от неё людей в пользу Марии, но и это мнение не подкреплено документальными доказательствами.
Сразу после поражения Дадли Елизавета присоединилась к партии победителей. 29 июля, опережая сестру, Елизавета торжественно въехала в Лондон в сопровождении двухтысячного войска, одетого в династические цвета — белый и зелёный. Как, когда и с какой целью она собрала столько сторонников — неизвестно. По предположению Дэвида Лодса, «группа поддержки» Елизаветы сформировалась в течение недели после низложения Джейн Грей, когда кризис уже разрешился. 31 июля Елизавета выехала из Лондона навстречу сестре, на этот раз с эскортом в тысячу человек. Возможно, она хотела продемонстрировать Марии собственный политический вес — но та предпочла пока не обращать на это внимание.

## Триумф Марии

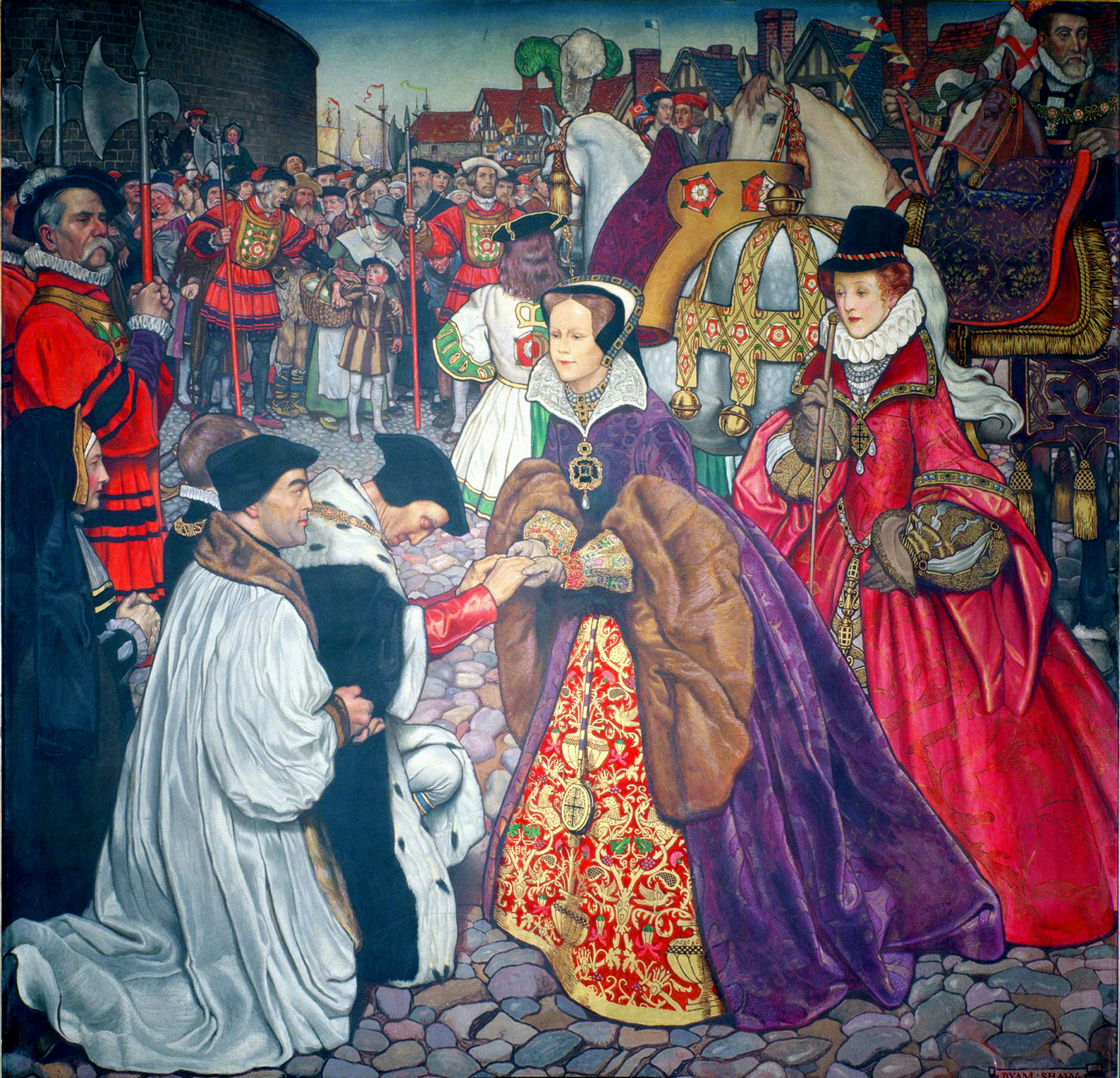
Мария (в центре) и Елизавета (справа) в Лондоне, 3 августа 1553 года. Картина Биама Шоу, 1910. Художник достаточно точно изобразил одежды Марии, описанные послом Карла V Симоном Ренаром. «Жемчужина Марии Тюдор», известная по прижизненным портретам королевы, в то время ещё находилась в собственности испанских Габсбургов

24 июля, получив подтверждение об аресте Дадли, Мария выехала из Фрамлингема в Лондон в сопровождении десятитысячного войска. Путешествие заняло десять дней: королева, не спеша, объезжала собственные владения, останавливаясь на ночь в домах верноподданных аристократов. По пути к процессии присоединялись титулованные перебежчики из лагеря Дадли, спешившие присягнуть Марии и купить свободу ценой оговора бывших товарищей. Среди них оказалась и Фрэнсис Грей — мать «королевы на девять дней» и жена Генри Грея. Она просила снисхождения только для себя и для мужа, но не для дочери.
3 августа 1553 года Мария триумфально въехала в Лондон. По старой английской традиции, она освободила из Тауэра четырёх узников Эдуарда VI — Анну Сеймур, Эдварда Кортни, Стефана Гардинера и престарелого Томаса Говарда. Несколько дней спустя Гардинер был назначен лордом-канцлером, а Говард — председателем суда над Дадли и его товарищами.
В течение всего кризиса тело Эдуарда лежало непохороненным. Мария и после смерти брата продолжала считать себя его наставницей и покровительницей и была искренне уверена, что похороны по католическому обряду помогут заблудшей душе. Уступка протестантам, считала она, будет воспринята как слабость и спровоцирует «еретиков» на неповиновение. Однако советники отговорили Марию, и 8 августа Эдуард был похоронен в Вестминстерском аббатстве по протестантскому обряду.

## Репрессии
Основные участники событий, действовавшие на стороне Джейн Грей, были арестованы Тайным советом и препровождены в Тауэр задолго до возвращения Марии в Лондон. Сама Джейн Грей и её муж, скорее всего, вообще не покидали Тауэр — их просто перевели из временных королевских покоев под арест. 23 июля в Тауэр доставили арестованную жену Джона Дадли. 25 июля в лондонский Тауэр прибыла первая партия арестованных в Кембридже: Джон Дадли с находившимися при нём родственниками, Фрэнсис Гастингс, Томас Палмер, Джон Гейтс и его брат Генри. 26 июля в Тауэре оказались Роберт Дадли и Уильям Парр, 27 июля — Генри Грей с товарищами. Позже всех, 6 августа, в Тауэр привезли арестованного в Кале Генри Дадли. Генри Мэннерса посадили во Флитскую тюрьму.
Всего аресту или кратковременному задержанию подверглись 150 поимённо известных человек. Из всех арестованных только Гастинс, Грей, Мэннерс и Парр были союзниками Дадли, а не его родственниками или клиентами: гнев королевы обрушился в первую очередь на семью павшего регента. Во вторую очередь агенты Марии искали и арестовывали чиновников, оскорбивших королеву публичными заявлениями о незаконности её рождения. В эту категорию «изменников» вошли верховные судьи и второстепенные чиновники; среди них Мария особенно выделила кембриджского профессора и клерка Тайного Совета Джона Чика, который 10 июля составил оскорбительное письмо Совета к Марии.
После непродолжительных допросов семерых важнейших арестованных передали в суд под председательством недавно помилованного Томаса Говарда. На суде 18 августа Уильям Парр и старший сын Дадли Джон (граф Уорик) полностью признали свою вину, а старший Дадли активно защищался, утверждая, что действовал исключительно в рамках королевского мандата. На следующий день перед судом предстали Эндрю Дадли, Джон Гейтс, его брат Генри и Томас Палмер; все семеро были приговорены к смертной казни. После объявления приговора Дадли принял католичество и исповедался Стефану Гардинеру, а затем его вместе с другими отрёкшимися от протестантизма осуждёнными провели по городу в показательной католической процессии. 22 августа опальный регент, Джон Гейтс и Томас Палмер были казнены. Палмер не принадлежал к ближнему кругу Дадли и не участвовал в шельмовании Марии; причины, по которым она выделила его из сотен сторонников павшего регента, остались тайной. Все другие арестованные (в том числе четыре человека, осуждённые на смерть вместе с Дадли) гибели избежали: одни, как незадачливый капитан Грайс, вышли на свободу быстро и не понесли наказаний, другие провели в заключении несколько лет. Генри Грей, лорд-адмирал Эдвард Клинтон и судья Монтегю купили свободу, выплатив Марии контрибуции в несколько тысяч фунтов каждый.
В ноябре 1553 года суд приговорил к смертной казни Томаса Кранмера, Джейн Грей, Гилфорда Дадли, его братьев Генри и Амброуза (Роберт Дадли был осуждён позже, в январе 1554 года). В обществе этот приговор сочли формальностью, ожидая скорого помилования всех осуждённых. Мария решилась казнить Джейн Грей и Гилфорда Дадли лишь в феврале 1554 года, в разгаре восстания Уайетта. Генри Грей, активный участник восстания, был казнён 23 февраля 1554 года, Томас Кранмер в 1556 году. Старший сын Джона Дадли умер в 1555 году, спустя несколько дней после освобождения из Тауэра, остальные братья Дадли выжили. Род Дадли, лишившись конфискованного имущества, не пресёкся, но навсегда сошёл с политической сцены. Из выживших Дадли в историю вошли только умерший бездетным Амброуз Дадли, Роберт Дадли и его незаконнорождённый сын от баронессы Шеффилд; из многочисленных клиентов Дадли, некогда занимавших видные должности, — пират Генри Киллигрю.

## Комментарии
1. ↑  Porter, 2010, p. 3073, цитирует слова Марии, изложенные послом Карла V Франсуа ван дер Делфтом: «The earl of Warwick is the most unstable man in England. The conspiracy against the Protector [речь о павшем Сеймуре] has envy and ambition as its only motives»..
2. ↑  Porter, 2010, pp. 3102—3114: Дадли сумел примириться с низложенным Сеймуром и его партией, временно вернул Сеймура в большую политику и заключил выгодный мир с Францией и Шотландией..
3. ↑  Ives, 2009, p. 155: по мнению Айвза, такая встреча могла произойти раньше, не позднее 7 мая.
4. ↑  Ives, 2009, p. 107—108 приводит классическую историографию вопроса о мотивах Дадли.
5. ↑  Loades, 2004, p. 121, предполагает, что это изменение было подсказано Уильямом Томасом[англ.].
6. 1 2  См. также карту владений Марии в 1547 и 1553 годах Архивная копия от 19 октября 2013 на Wayback Machine (приложение к McIntosh, 2009).
7. ↑  Porter, 2010, p. 3017: Летом 1549 года в Норфолке, на землях Марии, разразилось крупное крестьянское восстание. 27 августа 1549 года две тысячи повстанцев были убиты в решающей битве с войсками Джона Дадли. Память об этой потере многие годы питала ненависть норфолкцев к режиму Дадли — и делала их сторонниками Марии.
8. ↑  Поимённый список подписавшихся приводится, например, в Markham, C.R. King Edward VI: His Life and Character. — Smith, Elder, 1907. Архивировано 19 октября 2013 года.
9. ↑  Williams, 1998, p. 85 отмечает, что позиции городов обычно определялись не высокой политикой, а местными деловыми интересами.
10. ↑  Ives, 2009, p. 226, приводит традиционную реконструкцию хронологии на основе рассказа Уингфилда и её критический анализ..
11. ↑  Ives, 2009, p. 207: точная дата её отправки неизвестна.
12. ↑  Ives, 2009, pp. 201—202: Существуют также источники, датирующие выход Дадли 12 и 14 июля..
13. ↑  Ives, 2009, p. 30: в том числе две ночи в доме Роберта Уингфилда, что в четырёх милях от Ипсвича.